# Боровка (Исаклинский район)
Боровка — опустевший поселок в Исаклинском районе Самарской области в составе сельского поселения Новое Ганькино.

## География
Находится на левом берегу реки Сургут, на расстоянии примерно 27 километров по прямой на юго-восток от районного центра села Исаклы.

## Население
Постоянное население не было учтено как в 2002 году, так и в 2010 году.